# Dolina Białej Przemszy
Dolina Białej Przemszy este o arie protejată (sit de importanță comunitară — SCI) din Polonia întinsă pe o suprafață de 1.403,82 ha, integral pe uscat.

## Localizare
Centrul sitului Dolina Białej Przemszy este situat la coordonatele 50°17′00″N 19°22′20″E / 50.2832°N 19.3723°E.

## Înființare
Situl Dolina Białej Przemszy a fost declarat sit de importanță comunitară în octombrie 2009 pentru a proteja 2 specii de plante.

## Biodiversitate
Situată în ecoregiunea continentală, aria protejată conține 8 habitate naturale: Ape puternic oligomezotrofe cu vegetație bentonică cu Chara spp., Lacuri eutrofice naturale cu vegetație de tip Magnopotamion sau Hydrocharition, Cursuri de apă de la nivel de câmpie la nivel montan, cu vegetație Ranunculion fluitantis și Callitricho-Batrachion, Pajiști cu Molinia pe soluri calcaroase, turboase sau argilos-nămoloase (Molinion caeruleae), Mlaștini turboase de tranziție și turbării mișcătoare, Depresiuni pe substraturi de turbă de Rhynchosporion, Mlaștini alcaline, Mlaștini împădurite.
La baza desemnării sitului se află mai multe specii protejate de  plante (2): Hamatocaulis vernicosus, moșișoare (Liparis loeselii)